# Điện mặt trời Phước Hữu
Điện Mặt Trời Phước Hữu là nhóm nhà máy điện Mặt Trời xây dựng trên vùng đất thôn Hậu Sanh, xã Phước Hữu, huyện Ninh Phước tỉnh Ninh Thuận, Việt Nam.Điện Mặt Trời Phước Hữu - Vịnh Nha Trang có công suất lắp máy 50 MW (65 MWp), khởi công tháng 6 năm 2018, hoàn thành tháng 7 năm 2019. Nhà máy có diện tích hoạt động 70 ha, sản lượng điện năm đầu tiên 104,130 triệu kWh, sản lượng điện đặc trưng 1.603 kWh/kWp/năm, chủ đầu tư là Công ty CP Đầu tư xây dựng Vịnh Nha Trang, trước đây dự kiến hoàn thành tháng 4 năm 2019.
Điện Mặt Trời Phước Hữu - Điện lực 1 có công suất lắp máy 30 MWp, khởi công tháng 7 năm 2018, khánh thành tháng 6 năm 2019. Nhà máy có diện tích hoạt động 33 ha. Chủ đầu tư là Công ty CP đầu tư điện Phước Hữu 11°30′26″B 108°52′24″Đ / 11,507299°B 108,87328°Đ.

## Công trình liên quan
Tại xã Phước Hữu còn có Điện Mặt Trời BP Solar 1, công suất lắp máy 45 MVA, hoàn thành tháng 1 năm 2019.